# Tidikelt
 (décembre 2010).
Si vous disposez d'ouvrages ou d'articles de référence ou si vous connaissez des sites web de qualité traitant du thème abordé ici, merci de compléter l'article en donnant les références utiles à sa vérifiabilité et en les liant à la section « Notes et références ».

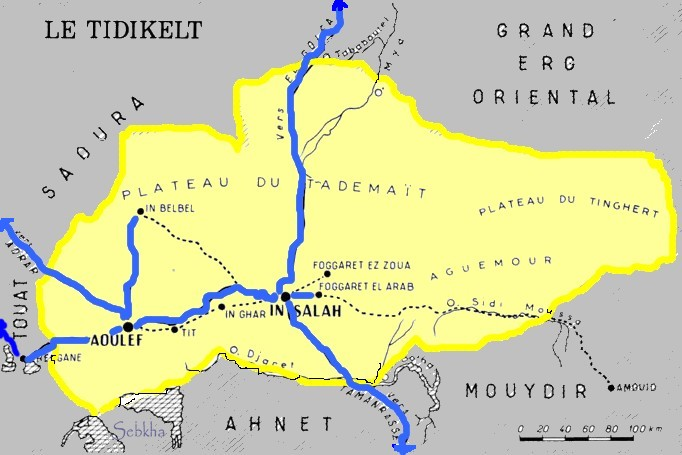
Le Tidikelt

Le Tidikelt est une région naturelle algérienne, située dans le Sahara. Les oasis du Sahara algérien occidental ont la particularité d'être alignées selon un étroit ruban de verdure qui s'étend sur 1 200 km du nord au sud depuis l'Atlas saharien à Figuig, jusqu'à In Salah. Les autochtones appellent ce chapelet vert la « rue des palmiers » qui peut être divisée en secteurs dont la succession du nord au sud est : la Saoura, le Gourara, le haut et bas Touat et le Tidikelt.

## Géographie
Le Tidikelt est au cœur du Sahara. Ses limites sont à l'ouest, le Touat et le prolongement inférieur de la vallée de la Saoura ; à l'est, le Tassili n'Ajjer ; au nord le Tademaït et au sud les plaines aux pieds des monts du Mouydir et de l'Ahnet. Il s'étend sur une superficie d'environ 100 000 km2.
On peut individualiser trois étages successifs du nord au sud. Les plateaux calcaires du Tademait d'altitude moyenne de 600 m, incultes et monotones dont les rebords ravinés plongent par une corniche audacieuse dans le Tidikelt proprement dit qui correspond à une dépression sableuse qui abrite les villages sahariens. Et enfin les plaines méridionales des contreforts montagneux au sud où se collectent les principaux oueds.
Les principales villes sont In Salah (43 680 habitants) et Aoulef. La route transsaharienne traverse la région.

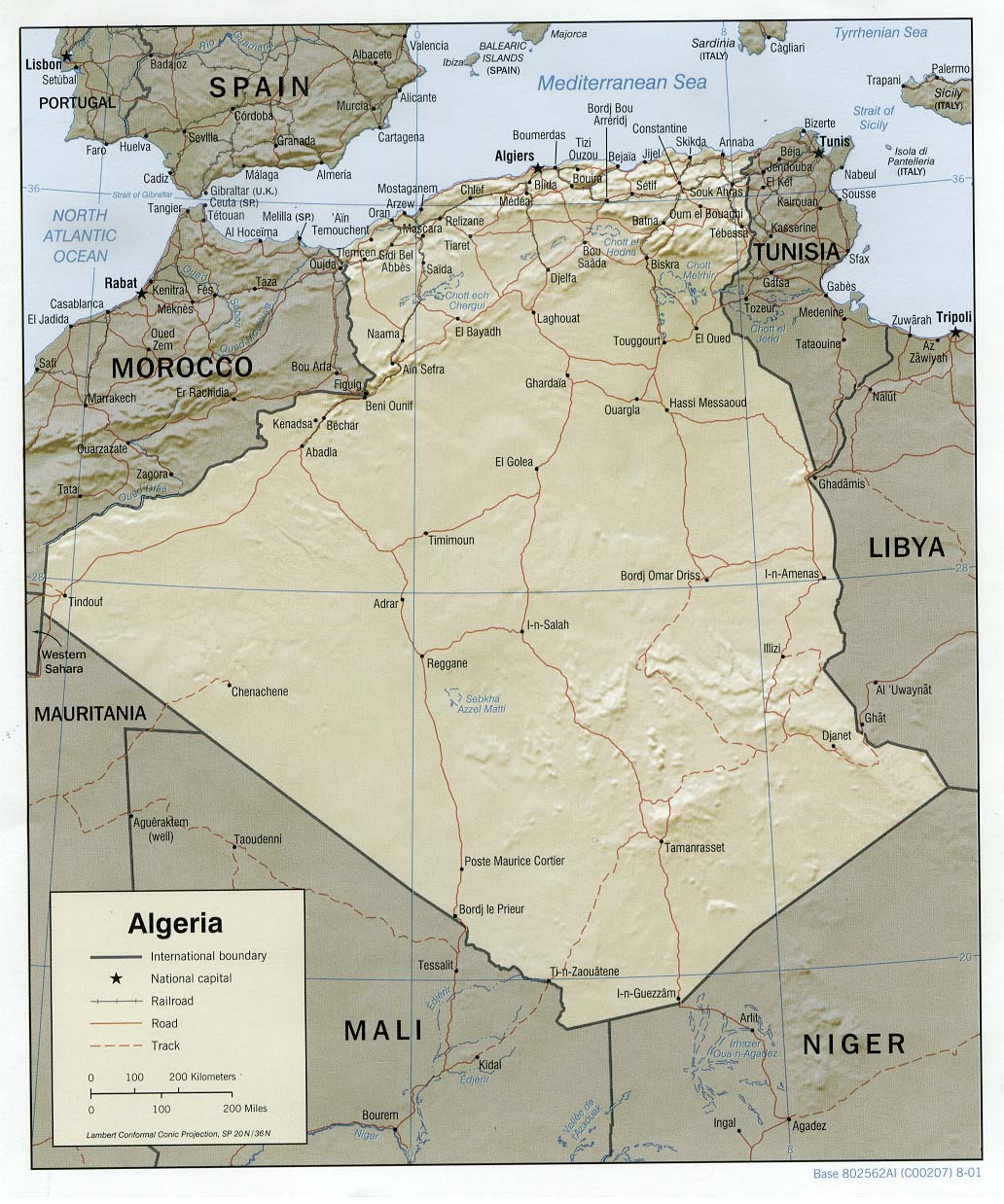
In Salah et le Tidikelt au cœur du Sahara

### Climat
Le Tidikelt bénéficie d'un climat désertique chaud (Classification de Köppen BWh) nettement accentué, très chaud et très sec toute l'année car la région est située dans la zone saharienne aride, au cœur du plus grand désert de la planète. En été, les températures maximales moyennes sont uniformément supérieures à 46 °C alors que les températures moyennes minimales avoisinent les 30 °C. Néanmoins, la région est sujette à de nombreux pics de chaleurs pouvant atteindre 54 °C à l'ombre ou plus bien que de telles températures maximales soient rarement déclarées de façon officielle. En hiver, les températures maximales moyennes restent supérieures à 20 °C alors que les températures moyennes minimales descendent à environ 4 °C avec certaines gelées nocturnes possibles mais rares. Même en hiver, le climat reste chaud, sec, ensoleillé et très agréable. C'est un des secteurs les plus chauds en Algérie. Les précipitations moyennes annuelles avoisinent 15 mm et il peut facilement passer plusieurs années sans aucune précipitation. La durée moyenne d'ensoleillement annuel se situe entre 3 700 et 4 000 h par an, soit un des taux les plus élevés au monde et la présence de nuages dans le ciel est rare. L'aridité y est extrême et l'évaporation y atteint des valeurs considérables à cause de la chaleur extrême et des vents desséchants qui balayent régulièrement la région. C'est une des régions les plus chaudes, les plus arides et les plus ensoleillées au monde.
C'est l'existence d'une nappe phréatique et artésienne très importante qui a permis aux populations de se fixer dans ces contrées.

## Toponymie
Tidikelt signifie « paume de la main » en raison de sa configuration générale dans la région.

## Ethnographie
Le Tidikelt était situé sur les axes d'échanges commerciaux caravaniers nord-sud et est-ouest. D'où le brassage de populations qui en a résulté. Deux types principaux de population sont présents. L'élément blanc appartient au groupe arabo-berbère (y compris des apports touaregs). L'élément noir, qui représente la fraction la plus importante de la population, est lui-même divisé en deux sous-groupes. Les Haratins et les Noirs descendants des populations négroïdes du Soudan et de l'Afrique de l'Ouest.

### Mœurs et coutumes
Cette diversité ethnique a pour socle commun : la religion musulmane et son corollaire la langue arabe mais avec un particularisme engendré par des pratiques ayant trait à la superstition.

### Habitat

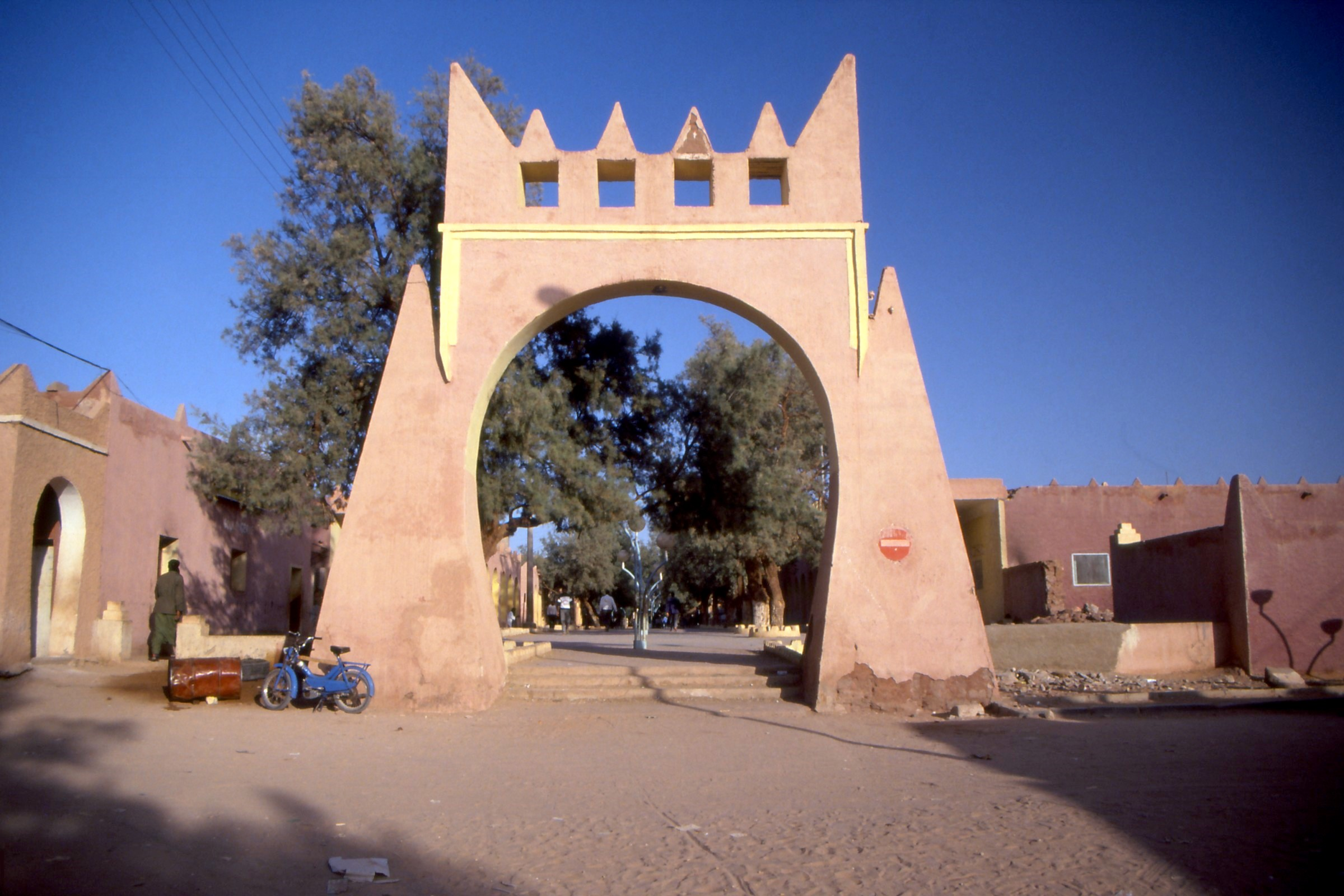
In Salah

Les villes, In Salah en particulier, sont bâties selon le style néo-soudanais avec utilisation d'argile rouge. L'utilisation de cette couleur crée un fort contraste avec la verdure des palmeraies et le doré des dunes de sable.
L'habitation traditionnelle est la maison construite en argile ou tin, selon deux méthodes essentielles.
Le tin peut être façonné en briques d'argiles séchées : c'est le galeb. 
De façon plus primitive, on se contente d'encastrer les uns dans les autres de petits tas d'argile en forme de cœur, c'est la maison en toub.
Il n'existe pas de fondation d'où la fragilité de ces constructions qui sont pourvues d'une cour et d'une terrasse. La toiture est soutenue par des solives de palmiers refendues.

## Économie
De découverte récente, le gaz, principalement avec les gisements de Krechba, Teguentour et Reg. Plus traditionnellement, du pétrole également. L'irrigation par des puits artésiens permet une agriculture vivrière d'autoconsommation dans les palmeraies. L'artisanat est représenté essentiellement par la maroquinerie.

## Culture
Dans la région de Tit, on trouve des troncs de bois pétrifié, ce qui prouve l'existence de forêts à climat humide durant le crétacé ou le paléozoïque. Il existe un gisement paléolithique à Aoulef dont certains objets sont conservés au musée du Bardo à Alger. Des calligraphies rupestres en tifinaghs d'In Belbel ou en arabe kufi d'In Ghar ont été retrouvées. Des vestiges archéologiques de la période des pré-humains ont également été identifiés.

## L'actualité
- Dans le cadre de la lutte contre le réchauffement climatique et pour limiter la libération de gaz carbonique dans l'atmosphère, on a recours à In Salah à la technique d'enfouissement dans le sous-sol des gaz nocifs. Technique dite de « capture et stockage géologique du CO2 » par l'usine de Krechba[2].
- L'actualité est dominée par les travaux en cours pour le transfert des eaux de la nappe albienne depuis In Salah jusqu'à Tamanrasset sur une distance de 750 km dont le terme est fixé à mars 2011. Le projet qui comprend 48 forages, 2 conduites de 750 km, 6 stations de pompage, 2 réservoirs de 50 000 m3 chacun et une station de déminéralisation de l'eau permettra l'acheminement de 100 000 m3 d'eau quotidiennement.
- Juin 2012, Sonatrach a foré son premier puits de gaz de schiste dans le bassin de l'Ahnet situé au Sud de In Salah.